# Ген де Бурмон, Луи Огюст Виктор де
Луи Огюст Виктор де Ген де Бурмон (фр. Louis Auguste Victor de Ghaisne de Bourmont; 2 сентября 1773 — 27 октября 1846) — французский граф, маршал Франции (1830 год), маршал Португалии (1833 год).

## Биография
Бурмон родился в родовом замке 2 сентября 1773 года. Образование получил в Королевской военной школе Сорезе и по окончании её в 1790 году был определён офицером в гвардию.
В самом начале Великой Французской революции перешёл адъютантом к принцу Конде; в 1795 году предводительствовал отрядом вандейцев, и потом был послан в Англию для истребования обещанных вспомогательных войск, и хотя его миссия была неудачна, но за усердие и верность к Бурбонскому царственному дому, тогдашний граф д’Артуа (впоследствии король Карл X), наградил его орденом Св. Людовика.
В начале 1799 года, когда шуаны потеряли было всякую надежду на дальнейший успех своего дела, Бурмон снова оживил королевскую партию, под прозвищем «Ренардин» приняв команду над двухтысячным отрядом Мансских шуанов, и, предводительствуя этой горстью удальцов, 16 октября 1799 года овладел городом Ле-Маном.
После замирения северо-западной Франции Бурмон отправился в Париж, там обратился к первому консулу, и был принят на службу. Но якобинцы, заклятые враги роялистов, сумели впутать Бурмона в дело о взрыве адской машины, и донесли на него, как на соумышленника.
Министр полиции Фуше поверил доносчикам; Бурмон был посажен в Безансонскую цитадель. Просидев в ней три с половиной года, он 5 августа 1804 года бежал в Португалию, и находился там до 1808 года, то есть до самого занятия королевства генералом Жюно. Был опять арестован как бежавший из тюрьмы, однако по ходатайству Жюно был освобождён и отправлен в Париж. Там Бурмон решился явиться к самому Наполеону. Наполеон не отринул храброго воина, и дал ему должность начальника штаба 2-й пехотной дивизии в Итальянской армии.
Бурмон отличился военными подвигами в 1813 и 1814 годах, за отличие в сражении под Дрезденом был удостоен ордена Почётного легиона и в октябре 1813 года за отличие в Лютценской битве получил чин бригадного генерала.
В 1814 году за примерную, мастерскую защиту Ножана (как было сказано в бюллетене) Бурмон был произведён в дивизионные генералы.
По возвращении Бурбонов, 31 марта 1814 года, он был из числа первых генералов французской армии, принявших сторону династии. Людовик XVIII пожаловал его большим крестом ордена Почётного Легиона, и 31 мая назначил командиром 6-й дивизии, в Безансоне.
В эпоху Ста дней Бурмон перешёл на сторону Наполеона, но накануне сражения при Линьи оставил армию и перебежал к пруссакам. Однако, прусский главнокомандующий Блюхер отказался принять его, мотивировав это тем, что не намерен разговаривать с предателем. 
Возвратившись во Францию вместе с королём Людовиком XVIII, он был назначен командиром 2-й гвардейской дивизии; отличился во время похода герцога Ангулемского в Испанию; сделан главнокомандующим в Мадриде, и 9 октября 1823 года возведён в достоинство пэра. Строгие полицейские меры, вынужденные обстоятельствами, навлекли на него ненависть народа, и он должен был выехать из Мадрида.
Возвратившись в Париж, Бурмон ревностно защищал права престола в палате пэров, и 9 августа 1829 года получил пост военного министра.
Слава воина ожидала его на берегах Африки: ему суждено было завоевать для Франции новое государство. Здесь, при взятии Алжира, военные дарования Бурмона явились во всем блеске. Однако при штурме он потерял сына.
За весть об истреблении гнезда африканских пиратов, Карл X 14 июля 1830 года прислал Бурмону маршальский жезл. Но за отказ присягнуть новой династии Бурмон был исключён из списка маршалов, и замещён Клозелем. Бурмон вынужден был оставить военную службу и бежать из Франции.
С тремя оставшимися в живых сыновьями он отправился сперва в Порт-Магон, на остров Менорку; потом уехал в Англию.
В 1833 году Бурмон в звании главного маршала Португалии был главнокомандующим в португальской армии дона Мигеля; наконец, потеряв в Португалии другого сына, оставил военное поприще, и удалился в Швейцарию, а потом в Италию.
В 1840 году он, получив амнистию, приехал во Францию и скончался 27 октября 1846 года в своём замке в Инсе.
Награды
- Орден Почётного легиона:
  - большой крест (23 мая 1825)
  - великий офицер (24 августа 1820)
  - командор (23 августа 1814)
  - кавалер (4 мая 1813)
- Орден Святого Людовика:
  - командор (24 августа 1817)
  - кавалер (13 мая 1796)